# Meadows Museum
El Museu Meadows d'Art (oficialment i en anglès Meadows Museum of Art) és un centre cultural de Dallas (Texas, EUA) que depèn de l'Escola d'Arts de la Universitat Metodista del Sud (Southern Methodist University). El Museu Meadows alberga una de les col·leccions d'art espanyol més importants que existeixen fora d'Espanya, tant per extensió com per varietat. Inclou obres mestres dels principals genis espanyols: El Greco, Velázquez, José de Ribera, Bartolomé Esteban Murillo, Goya, Joan Miró i Picasso. Els seus fons inclouen retaules del renaixement, llenços barrocs de gran format, esbossos de l'època rococó, escultures de fusta policromada, paisatges impressionistes, art abstracte, una col·lecció gairebé completa de gravats de Goya i una selecció d'escultura dels principals mestres del segle XX: Rodin, Aristide Maillol, Giacometti, Henry Moore i Claes Oldenburg.
Té diverses obres de pintors catalans: del gòtic Pere Vall, dels vuitcentistes Marià Fortuny i Antoni Casanova Estorach, dels modernistes Santiago Rusiñol, Lluís Graner, Claudi Castelucho, Joaquim Mir, Anglada-Camarasa, Ismael Smith, Josep Maria Sert, Isidre Nonell, i de pintors de ple segle XX com Pere Daura, Josep de Togores, Rafael Durancamps, Joan Miró, Salvador Dalí, Antoni Clavé, Antoni Tàpies, Ràfols-Casamada. D'escultors catalans té obra d'Agustí Querol, Aristides Maillol, Xavier Corberó i Jaume Plensa.